# Confessions sinceres
Confessions sinceres (en anglès original True Confessions) és una pel·lícula estatunidenca neo-noir de ficció criminal dirigida per Ulu Grosbard i protagonitzada per Robert De Niro i Robert Duvall com els germans Spellacy, un capellà i un detectiu de la policia. Produïda per Chartoff-Winkler Productions, és una adaptació de novel·la del mateix nom de John Gregory Dunne, lleugerament basat en el cas d'assassinat de la Dàlia Negra de 1947. Dunne va escriure el guió amb la seva esposa, la novel·lista Joan Didion. La pel·lícula fou estrenada el 25 de setembre de 1981. Ha estat doblada al català.

## Argument
El 1948, el Rev. Desmond Spellacy és un jove i ambiciós monsenyor catòlic romà de l'arxidiòcesi de Los Angeles. El seu germà gran Tom és detectiu d'homicidis del Departament de Policia de Los Angeles. S'estimen molt, però passen poc temps junts.
Desmond és l'orgull i l'alegria del cardenal Danaher per la seva habilitat a l'hora de desenvolupar projectes de l'església tot mantenint els costos reduïts. Es relaciona amb magnat de la construcció Jack Amsterdam, un catòlic que utilitza els seus llaços amb el mossèn per al benefici de la congregació, però principalment pel seu.
Un dia a Los Angeles, es troba una jove brutalment assassinada i el cos tallat en dos en un solar. Tom Spellacy i el seu company, Frank Crotty, són els responsables del cas. La dona, Lois Fazenda, és etiquetada per la premsa local com "la verge vagabunda" perquè sembla ser catòlica i prostituta, convertint-la en un cas sensacionalista.
La investigació de Tom Spellacy el porta a una dama local, Brenda Samuels. Tom coneixia bé Brenda anys abans mentre treballava com a cobrador per Amsterdam, la corrupció de la qual s'estén fins a la prostitució local.
Brenda ha trucat a la policia per denunciar la mort d'un sacerdot catòlic mentre estava contractant els serveis d'una de les seves noies. Mentre estava allà, Brenda retreu a Tom que no hagi fet res per ella mentre la van enviar a la presó per dirigir una dels bordells Jack. Més tard, Tom creu que la noia morta va aparèixer en una pel·lícula pornogràfica clandestina i en va obtenir una còpia. Ell i Frank noten que una de les noies de la pel·lícula era present al bordell de Brenda el dia que van venir a buscar al sacerdot amable.
Tom ara vol l'ajuda de Brenda per localitzar la noia que va fer la pel·lícula amb la noia assassinada. Frank veu la noia uns dies després que la portaven a l'entrada de la presó després d'una ronda. Descobriexen que la noia morta era la favorita d'un director de pel·lícules porno local anomenat Standard a causa del seu tatuatge. Tom s'assabenta que Standard va rodar en un lloc abandonat de l'exèrcit als contraforts de Los Angeles.
Al dinar amb el seu germà, Tom provoca Amsterdam amb fets secrets sobre el costat fosc d'Amsterdam, cosa que fa que el mossèn es trobi cada vegada més incòmode. Des explica al cardenal que ha arribat el moment de tallar definitivament els llaços de l'església amb Amsterdam. Des parla de "desfer-se de Jack" amb els seus companys que li recorden que tal cosa no es faria fàcilment. Sonny, un membre corromput de l'ajuntament, proposa que li donin a Jack un sopar de salutació.
La ira de Tom Spellacy augmenta a mesura que el seu germà organitza un banquet catòlic "laic de l'any" a Amsterdam com a gest d'agraïment abans d'acabar la relació de l'església amb ell. Tom camina cap a Amsterdam al banquet i es treu la faixa mentre li preguntava en veu alta: "Portaves això quan colpejaves Lois Fazenda?" Jack ataca Tom i es criden obscenitats.
Tom va al "estudi" de Standard i troba el terra i una banyera coberta de sang seca. També troba menjar xinès que el metge forense que li feia l'autòpsia havia trobat a l'estómac. Tom i Frank van a buscar a Standard, però saben que havia estat assassinat en un accident de trànsit dotze hores després de l'assassinat.
Tom vol arrossegar-se a Amsterdam per interrogar-lo simplement per humiliar-lo en públic, però Frank ho fa fora. Tom comença a cavar i descobreix que la nena morta havia estat embolicant-se amb diversos líders de la comunitat.
L'advocat d'Amsterdam, Dan Campion, adverteix subtilment al mossèn que el seu germà, el policia, hauria de deixar el cas a menys que volguessin que revelés públicament que Des també coneixia la noia assassinada. Va conèixer el mossèn una sola vegada de passada, mentre que va tenir una relació sexual tant amb Amsterdam com amb l'advocat. Però el simple fet que Des tingués algun tipus d'implicació en un cas tan espantós podria tacar permanentment la seva reputació amb l'església.
Tom Spellacy no en vol ni parlar-ne. La seva determinació es completa quan Brenda és trobada morta, un aparent suïcidi. Decideix recollir Amsterdam i portar-lo a la seu general, cosa que al seu torn fa que el mossèn sigui tractat de la mateixa manera.
Des veu acabada la seva carrera i demana ser reubicat a una remota parròquia del desert, el mateix lloc on havia estat exiliat el seu mentor a la diòcesi, el lloc on comença i acaba la pel·lícula, on Des i Tom es troben després d'anys separats. Quan Tom el ve a veure, Des s'està morint. Tom sent que tot és culpa seva, però Des està en pau i eximeix el seu germà de qualsevol culpa.

## Repartiment
- Robert De Niro - Mn. Desmond Spellacy
- Robert Duvall - Detective Tom Spellacy
- Charles Durning - Jack Amsterdam
- Cyril Cusack - El Cardenal
- Burgess Meredith - Monsenyor Fargo
- Kenneth McMillan - Det. Frank Crotty
- Ed Flanders - Dan Campion
- Dan Hedaya - Howard Terkel
- Rose Gregorio - Brenda
- Jeanette Nolan - Mrs. Spellacy

## Model per a monsenyor
Es creu que el personatge de Mons. Spellacy es basa en Mons. Benjamin Hawkes, que va supervisar el creixement de l'arxidiòcesi de Los Angeles des dels anys cinquanta fins als vuitanta. De Niro es va preparar per al paper del mossèn observant Mons. Hawkes mentre deia missa. El director d'orquestra Paul Salamunovich, que aleshores era director del cor del cor de l'església de Hawkes a la parròquia de St. Basil, va ser destinat a entrenar De Niro sobre les respostes cantades en llatí de la missa i a dirigir segments corals per a la pel·lícula.

## Producció
El rodatge es va realitzar a Los Angeles el 1979, a llocs com Echo Park, Union Station, i Alverno High School. La producció va excedir del pressupost, cosa que va obligar a acomiadar al compositor original Bill Conti.

## Estrena
La pel·lícula es va estrenar als cinemes dels Estats Units el 25 de setembre de 1981. Originalment estava prevista per estrenar-se en algun moment del 1980, i després al febrer de 1981, abans de fixar-se en la data de setembre.
Confessions sinceres fou estrenada en DVD per MGM Home Video el 17 d'abril de 2007 amb pantalla panoràmica de Regió 1, de 20th Century Fox Home Entertainment el 2009 com a part de la col·lecció de pel·lícules Robert De Niro 7 Movie Collection (Confessions sinceres és el setè disc) i en DVD Blu-Ray per Kino Lorber el 7 d'octubre de 2014.

## Recepció
Confessions sinceres es va estrenar a quatre sales, guanyant 154.923 dòlars el primer cap de setmana d'obertura. Després es va expandir a 417 sales en el seu quart cap de setmana de llançament, guanyant 1,5 milions de dòlars, i va arribar al màxim en 458 sales al seu sisè cap de setmana, quan va guanyar 1 milió de dòlars. Va arribar als 12,9 milions de dòlars bruts a taquilla.

### Crítiques
Al lloc web agregador de ressenyes Rotten Tomatoes, la pel·lícula té una qualificació d'aprovació del 71% basada en 14 comentaris, amb una qualificació mitjana de 8,19/10. Metacriticva assignar a la pel·lícula una puntuació mitjana ponderada de 68 sobre 100, basada en 12 crítiques, indicant "crítiques generalment favorables".
El crític de New York Times Vincent Canby va declarar la pel·lícula "un recordatori de com de bones poden ser les pel·lícules comercials americanes quan es reuneixen les persones adequades".
Roger Ebert de The Chicago Sun Times va donar a la pel·lícula 3 estrelles de 4. Va escriure que, tot i que les representacions eren bones i algunes escenes individuals eren molt ben elaborades, la pel·lícula en general era decebedora: "les atencions dels cineastes estaven concentrades ferotgement en moments individuals que ningú no es va quedar enrere per preguntar-se de què parlava la història. És frustrant assentar una pel·lícula plena de pistes i motivacions, només per descobrir al final que els cineastes no s'han molestat en acabar la història."
La pel·lícula fou examinada per William F. Buckley, Jr., que havia elogiat la novel·la original. En la seva revisió de la pel·lícula a la revista National Review, Buckley va "lamentar la representació de la pel·lícula d'un sacerdot com a sospitós d'assassinat i la més àmplia 'ideologització de la religió' en la cultura contemporània" i es queixa que "Robert De Niro és desencertat del tot. Mai és del tot convincent.'"